# Ascea
Ascea er en italiensk by (og kommune) i regionen Campania i Italien, med omkring 5.750(2023) indbyggere. 